# Ukrainisches Institut für Stahlbau W. N. Schimanowski
Ukrainisches Institut für Stahlbau W. N. Schimanowski (ukrainisch Український інститут сталевих конструкцій імені В. Н. Шимановського) ist ein nach Witali Nikolajewitsch Schimanowski benanntes Institut in der ukrainischen Hauptstadt Kiew.
Das Ukrainische Institut für Stahlbau W. N. Schimanowski ist eine fachbezogenes, integriertes Forschungs- und Projektierungsinstitut, das auf Stahlkonstruktionen für Bauten unterschiedlicher Bestimmung in allen Wirtschafts- und Technikbereichen spezialisiert ist. Als eine Organisation des Ministeriums für regionale Entwicklung der Ukraine, koordiniert sie die wissenschaftlich-technische Tätigkeit im Bereich des Metallbaus.

## Die Geschichte des Instituts
1944 wurde in Kiew ein Spezialentwurfsbüro vom Trust „Promstalkonstrukzija“ gegründet. Die wichtigste Aufgabe des Büros war die Ausarbeitung von Projekten für die Erneuerung und den Umbau der Brücken, Industrieanlagen und anderer Objekte, die während des Deutsch-Sowjetischen Krieges zerstört wurden.
Dieses Büro wurde später in „Proektstalkonstrukzija“ umbenannt. Als Folgeinstitut wurde 1960 das Staatliche Institut für Projektierung (GPI) „Ukrproektstalkonstrukzija“ gegründet. 1980 wurde Witali Schimanowski zum Direktor des Instituts ernannt
1983 wurde GPI „Ukrproektstalkonstrukzija“ in das Projektierungs- und Forschungsinstitut „UkrNIIproektstalkonstrukzija“ umstrukturiert, das auf dem Territorium der UdSSR zu einer der führenden Forschungsanstalten im Stahlbau wurde.
Zu diesem Instituti zählten ein Produktionskomplex für die Herstellung und Montage von Stahlbaukonstruktionen, zu dem das Browarskoj Stahlbauwerk gehörte, sowie sieben Organisationseinheiten – die Donbasser Bereichszentrale für Betriebssicherheit und die Abteilungen von Mariupol, Poltawa, Dnipropetrowsk, Charkiw, Luhansk und Odessa.

### Rechtsform
Im Juni 1994 wurde laut Dekret Nr. 210/93 vom 15. Juni 1993 des Präsidenten der Ukraine
„Über die Umwandlung staatlicher Betriebe in Aktiengesellschaften“ das Institut in eine Aktiengesellschaft (AG) umstrukturiert. Nach der Verordnung des Ministerkabinetts der Ukraine von 1997 wurde das Institut „UkrNIIproektstalkonstrukzija“ ins Verzeichnis der wissenschaftlich-technischen Organisationen eingetragen, die von strategischer Bedeutung für die Wirtschaft und die Sicherheit des Staates waren. Im Jahr 2000, nach dem Tod von Witali N. Schimanowski, wurde sein Name dem Institut verliehen.
W.N. Schimanowski leitete das Institut rund zwanzig Jahre. Er hatte viel zu seiner Entwicklung beigetragen. Unter seiner Leitung und direkten Beteiligung wurden mehr als 10.000 Projekte ausgearbeitet, darunter Brücken, Türme, Hellinge, Stahlbauwerke und Tragwerke für Gebäude und Anlagen.

### Leitende Mitarbeiter
Leiter des Instituts waren im Lauf der Zeit B.P. Petrow, O.I. Schumizkij, A.I. Issajew, I.A Netschajew, W.N. Schimanowski. Seit dem Jahre 2011 ist A.W. Schimanowski der Direktor.
Im Institut waren zahlreiche Ingenieure und Wissenschaftler tätig, die den Kern des Forschungsbereich ausmachten: außer W.N. Schimanowski die Ingenieure und Naturwissenschaftler O.I. Schumizki, P.M Sosis, W.I. Kirejenko, L.G. Dmitrijew, A.W. Kassilow, W.N. Gordejew, A.W. Perelmuter, M.P. Kondra, I.N. Lebeditsch, R.B. Chartschenko, A.S. Gorodezki, V.B. Barski, Ju.S. Borissenko, M.L. Grinberg, A.Ja. Prizker, W.L. Geifman, I.L. Owdijenko.

## Funktionen
Das Institut gehört zu führenden Forschungs- und Projektierungsinstituten in der ukrainischen Baubranche. Es erfüllt die Funktionen einer Basisorganisation des Ministeriums für regionale Entwicklung der Ukraine im Bereich Stahlbau. Es gehört zu den Instituten, die amtliche wissenschaftlich-technische Richtlinien in der Bauwirtschaft gestalten.
Es ist Mitglied des wissenschaftlichen Koordinierungs- und Sachverständigenrates für Ressourcen und sicheren Betrieb von Bauwerken, Gebäuden und Maschinen.
Das Institut ist eine Basisorganisation des Ministeriums für regionale Entwicklung der Ukraine, beteiligte sich an der Entwicklung des Konzepts des Staatlichen Programms zur Prozess-Sicherheit in den wichtigsten Branchen der Wirtschaft (Teil Stahlbau).
Zur Verbesserungen der nationalen Normung für die Bau- und Baustoffindustrie der Ukraine wurde das technische Komitee für Normung 301 „Stahlbau“ geschaffen. Federführend ist das
Ukrainische Institut für Stahlbau nam. W.N. Schimanowsk.

## Projektierungs- und Entwicklungstätigkeit
Eine der wichtigsten Aufgaben des Instituts in den Wachstumsjahren war die Entwicklung des Projekts einer voll-geschweißten Brücke, die Paton-Brücke über den Fluss Dnepr in Kiew, das in enger schöpferischen Zusammenarbeit mit dem "Institut für Elektroschweißung Е.О. Paton" umgesetzt wurde.
Nach den Projekten des Instituts wurden folgende Gehwegbrücken errichtet:
- in Kiew über den Fluss Dnepr
- in Schytomyr über den Fluss Teteriw
- in Korosten über den Fluss Usch

sowie hängende Rohrleitungsübergänge über die Flüsse Angara und Ural. Bei der Rekonstruktion der Fahrt auf einem Damm von Dniprowsker Wasserkraftwerk (DniproHES) wurde das Projekt einer gekrümmten Brücke über den Fluss Dnepr mit einem leichten Tragwerk aus Stahl ausgearbeitet.
Die Fachkräfte des Instituts haben in der Entwicklung der voll-geschweißten Fernsehtürme von großer Höhe Glanzleistungen vollbracht. Es sind die realisierten Projekte der Fernsehtürme in den Städten Kiew, Sankt Petersburg, Jerewan, Tiflis und den Fernsehturm Charkiw, mit Metall-Mastantennen von 260 m Höhe. Ausstellungszentrum in der Stadt Kiew, Browarskoj Avenue, sowie der National-Komplex „Expozentrum der Ukraine“.
Das Institut projektierte eine Menge von komplexen technischen Bauanlagen für die Haupterdölleitungen und Gasleitungen, die Behälter unterschiedlicher Kapazität für Erdöl und Erdölprodukte. Im Jahr 2003 wurde der Tank mit dem Volumen von 75.000 m³ für den Produktions-Streckensicherungsdienst „Brody“ projektiert und später gebaut, der einzige zwischenliegende Pumpstation auf der ukrainischen Strecke der Erdölleitung „Druschba-Trasse“ ist und das Transit-Umpumpen des russländischen Öls durch zwei Rohrstränge durchführt. Zudem werden im Institut die Rohöl-Tanklager für die Raffinerien der Ukraine entwickelt, insbesondere der Rohstoff-Lager für die „Naftochimik Prykarpattja“ AG in der Stadt Nadwornaja, Oblast Iwano-Frankiwsk, und andere Tank-Systeme.
Unter solchen Objekten ist das Stadion «Jubilejny» in der Stadt Sumy, mit dem Nationalpreis der Ukraine (2004) verzeichnet, und der Sport-Spiel-Komplex «Olimp» in der Stadt Jushny (bei Odessa), mit dem Nationalpreis im Bereich Architektur (2006) verzeichnet. Im Jahr 2004 entwickelte das Institut gemeinsam mit der Ukrainischen Akademie der Architektur die Vorschläge für den Wiederaufbau des Kiewer Stadions „Dynamo“. Im Jahr 2006 wurde die Überdachung der Tribünen des Stadions „Metallurg“ in der Stadt Dnipropetrowsk projektiert und montiert.
Von den Fachleuten des Instituts sind insgesamt etwa dreißig tausend Projekte von Gebäuden und Anlagen für verschiedene Zwecke für vierzig Länder der Welt entwickelt.

## Die größten Bauobjekte
Die Paton-Brücke in Kiew
Zusammen mit dem "Institut für Elektroschweißung Е.О. Paton" wurde die Generalplanung der Paton-Brücke übernommen.
Im Jahr 2001 wurde das Projekt der Rekonstruktion der Brückenfahrbahn entwickelt.
Kiewer Fernsehturm
Der Fernsehturm wurde nach der technischen Aufgabe und dem Auftrag des Ministeriums für Post- und Fernmeldewesender der Ukrainischen SSR projektiert und gebaut. An der Errichtung des Fernsehturms wurden die führenden Design- und Bau-Organisation hinzugezogen.

## Publikationen

### Die Zeitschrift „Industrielle Gebäude und Ingenieurbauwerke“
In der Zeitschrift werden die Artikel zu den Themen Architektur, Projektierung, Bau von Industrieanlagen und Ingenieurbauwerken gedruckt, sowie neue Ergebnisse der Forschung im Bereich der technischen Diagnostik, Entwicklung und Verbesserung der Normativbasis vom Metallbau veröffentlicht.
Die Zeitschrift erscheint vierteljährlich.

### Wissenschaftlicher Sammelband
Im Sammelband „Die Sammlung der Forschungsberichte des Ukrainischen Instituts für Stahlbau W.N. Schimanowski“ werden die Artikel und Forschungsberichte im Bereich der Berechnung und Entwicklung der Baukonstruktionen, der theoretischen Mechanik und Baumechanik, der Theorie der Elastizität und Plastizität; der Ausarbeitung von Methoden der Berechnung und Projektierung von Baukonstruktionen, rationaler Bauarten von Gebäuden und Anlagen gedruckt, sowie die Ergebnisse der experimentellen und theoretischen Forschungen der Arbeit von Bauelementen und Verbindungen, der Verbesserung der Stoffe, der Technologie von Fertigung, Montage, Reparatur und Umbau der Gebäude und Anlagen, der Entwicklung und Vervollkommnung der normativen Basis der Bauwirtschaft.